# الكسندر غيليز
الكسندر غيليز (بالإنجليزية: Alexander Gillies)‏ هو جراح عظام وجراح نيوزيلندي، ولد في 26 سبتمبر 1891، وتوفي في 19 فبراير 1982.